# Niphidium
Niphidium es un género de helechos neotropicales de la familia Polypodiaceae, que se encuentra en las Antillas, desde el suroriente de México hasta el noroccidente de la Amazonia, los Andes en Bolivia y el nororiente de Argentina.  

## Especies
Es un género exclusivamente neotropical, compuesto de 10 especies. Esas especies son:
- Niphidium albopunctatissimum Lellinger
- Niphidium americanum J.Sm.
- Niphidium anocarpos (Kunze) Lellinger
- Niphidium carinatum Lellinger
- Niphidium crassifolium (L.) Lellinger, helecho gracioso
- Niphidium longifolium (Cav.) C.V.Morton & Lellinger
- Niphidium macbridei Lellinger
- Niphidium mortonianum Lellinger
- Niphidium nidulare (Rosenst.) Lellinger
- Niphidium oblanceolatum A.Rojas
- Niphidium rufosquamatum Lellinger
- Niphidium vittaria (Mett.) Lellinger